# Protestas prorrusas en Ucrania de 2014
Las protestas prorrusas en Ucrania, también conocidas como Primavera Rusa, fueron una serie de manifestaciones, disturbios y episodios de desorden civil acaecidos en las regiones del este y sur de dicho país entre febrero y mayo de 2014, como reacción al derrocamiento del presidente ucraniano Víktor Yanukóvich producto de las protestas del Euromaidán y, en paralelo a la crisis de Crimea en el mismo país. Las protestas fueron organizadas y coordinadas por los consejeros de Vladímir Putin, Vladislav Surkov y Serguéi Gláziev, según los documentos filtrados de la correspondencia del primero, conocidos como Surkov leaks, convirtiéndolas en movimiento separatista prorruso.
El 21 de noviembre de 2013 en Kiev se inició el Euromaidán, una serie de manifestaciones de índole europeísta debido a la suspensión de la firma del Acuerdo de Asociación entre Ucrania y la Unión Europea. Tras varios meses de protestas y disturbios y luego del llamado Jueves Negro (20 de febrero de 2014) en el que murieron más de 60 manifestantes en este marco de tensión, el 22 de febrero, por la mañana, los manifestantes opositores ocuparon las principales instituciones con sede en Kiev. La Rada Suprema tomó el control del país y Oleksandr Turchínov asumió la coordinación del Gobierno y la presidencia del Parlamento, cayendo así el gobierno de Yanukóvich.
Algunos medios rusos se han referido al fenómeno como la «Primavera rusa» (del ruso: Русская весна). Por otro lado, se especula con la presencia de ciudadanos rusos participando en tales protestas, mientras que la Organización para la Seguridad y la Cooperación en Europa (OSCE) denunció que Ucrania ha prohibido la entrada al país a periodistas rusos. Las protestas ocurrieron al menos en once ciudades y numerosos activistas utilizaron banderas de Rusia así como banderas con bandas anaranjadas y negras, los colores de la Orden de San Jorge, que en forma de lazos solidarios se utilizan para conmemorar el Día de la Victoria en la Gran Guerra Patria y otras acciones patrióticas rusas.
En medio de las protestas separatistas se produjo una intervención militar, donde las Fuerzas Armadas de Rusia se desplegaron en Crimea —incluyendo Sebastópol—, con el objetivo, según el Kremlin, de garantizar la integridad de los ucranianos prorrusos habitantes de Crimea y las bases rusas estacionadas allí, hasta que se normalizara la situación sociopolítica; desoyendo las advertencias de no invadir lanzadas por Estados Unidos y Kiev. Sin embargo, la cancillería rusa declaró en reiteradas ocasiones que Rusia no realizaba ninguna actividad militar «inusual o imprevista» en la frontera ucraniana. No obstante, en marzo de 2015 el presidente Putin reconoció que fue él mismo quién dirigió al detalle la operación militar para la "reunificación" del país con Crimea.
En este periodo de protestas se dio la anexión de Crimea a Rusia (en la península existen tropas rusas desde 1783). Desde 1997 —luego de la disolución de la Unión Soviética y de la independencia ucraniana—, Rusia arrendó la Flota del Mar Negro a Ucrania por un precio anual de unos US$100 millones. El acuerdo incluyó el estacionamiento de las flotas rusa y ucraniana en bases separadas y, en 2010 el contrato de arrendamiento fue extendido hasta 2042.

## Antecedentes históricos
Durante los siglos XV-XVII, en el sitio de la futura Novorusia, se encontraba, principalmente, el Kanato de Crimea y, en sus partes occidentales, el Principado de Moldavia; en la parte norte, los Cosacos de Zaporiyia, subordinados a la República de las Dos Naciones.

## Contexto

### Rusos en Ucrania
La política de rusificación fue más intensa en Ucrania que en otras partes de la Unión Soviética, por lo que este país contiene ahora el grupo más grande de rusófonos que no son rusos étnicos: en 2009 había en torno a 5,5 millones de ucranianos cuya lengua materna era el ruso. Los hablantes de ruso son más numerosos en la mitad sudoriental del país, mientras que tanto el ruso como el ucraniano son usados por igual en el centro, y el ucraniano es la lengua dominante en el oeste. Algunos de estos "ucranianos rusificados" hablan ruso, mientras que otros hablan una mezcla de ucraniano y ruso conocida como "súrzhyk"; muchos de ellos también tienen cierto dominio del idioma ucraniano. Las estimaciones de su prevalencia en el país varían, pero según distintos estudios, los "ucranianos rusificados" constituyen entre un tercio y la mitad de la población total de Ucrania.

### Presencia de tropas rusas
Se atribuye la creación de la Flota del Mar Negro a Grigori Potiomkin el 13 de mayo de 1783, tras la anexión de Crimea bajo el reinado de Catalina la Grande y la creación de una importante base militar, ubicada en la ciudad de Sebastopol (recientemente anexionada a la Federación de Rusia desde marzo de 2014). La expansión hacia el sur del Imperio ruso a finales del siglo XVIII les llevó a enfrentarse con su mayor rival en la región del Mar Negro, el Imperio otomano. La Flota del Mar Negro venció a los turcos en 1790, combatió contra los otomanos durante la Primera Guerra Mundial, contra la flota rumana durante la Segunda Guerra Mundial y mantuvo breves combates contra la Armada de Georgia en el transcurso de la guerra de Osetia del Sur de 2008.

## Euromaidán
Se conoce como Euromaidán (en ucraniano, Євромайда́н, Yevromaidán; «Europlaza») a una serie de manifestaciones y disturbios heterogéneos iniciada el 21 de noviembre de 2013 con grandes protestas en la Plaza de la Independencia en Kiev. Las protestas, de índole europeísta, independentista y nacionalista, se desencadenaron a raíz de la repentina decisión del presidente Viktor Yanukóvich de suspender el Acuerdo de Asociación entre la Unión Europea y Ucrania y fortalecer sus lazos con Rusia. Tras aprobar, por abrumadora mayoría, el parlamento ucraniano la ratificación del Acuerdo con la UE, Rusia habría presionado a Kiev para que lo rechazara. Los manifestantes se opusieron a lo que consideraban corrupción gubernamental generalizada, abuso de poder y violaciones de los derechos humanos. La organización no gubernamental Transparencia Internacional denunció a Yanukóvich como el principal ejemplo de corrupción en el mundo. La violenta dispersión de los manifestantes el 30 de noviembre de 2013 provocó aún más indignación en la población. El Euromaidán precipitó la renuncia del presidente el 22 de febrero de 2014 y significó el origen de la guerra ruso-ucraniana.
Tras la huida del presidente de Ucrania Víktor Yanukóvich en dirección desconocida el 21 de febrero de 2014, la Rada Suprema destituyó del cargo a Yanukóvich por «el abandono de sus funciones constitucionales». El 23 de febrero de 2014, el jefe del grupo parlamentario del Partido de las Regiones que lideraba Yanukóvich, Oleksandr Yefrémov, responsabilizó a Yanukóvich del saqueo del país y del derramamiento de sangre.
Más adelante, el 29 de marzo de 2014, el Congreso del Partido de las Regiones expulsaría de sus filas a Yanukóvich, Mikola Azárov, Oleksandr Klimenko, Serhiy Arbúzov, Valeriy Konovalyuk y Andréi Syshatski por 333 votos a favor, 45 en contra y 28 abstenciones.
Los sucesos se habían desencadenado en Kiev la noche del 21 de noviembre de 2013, un día después de que el Gobierno de Ucrania hubiera suspendido in extremis la firma del Acuerdo de Asociación y el Acuerdo de Libre Comercio con la Unión Europea (UE).
Aunque el 30 de marzo de 2012, Yanukóvich y los líderes de la UE habían acordado un estatuto de asociación de Ucrania con la UE, la entrada en vigor se fue aplazando y las negociaciones quedaron estancadas durante un año, entre otras razones porque una de las exigencias europeas era la liberación de Yulia Timoshenko y Yuri Lutsenko, opositores al Gobierno. Ello no impidió que durante los meses previos al inicio de las protestas, Yanukóvich prometiera realizar las reformas necesarias para seguir adelante con las negociaciones.
Sin embargo, sorprendentemente, el Gobierno ucraniano, encabezado por Mikola Azárov, publicó el 21 de noviembre de 2013 una nota oficial en la que informaba que el proceso de preparación de la firma del acuerdo quedaba «suspendido». Las razones esgrimidas fueron la caída en la producción industrial y el mantenimiento de relaciones con los países de la Comunidad de Estados Independientes. Yanukóvich asistió a la cumbre de la UE los días 28 y 29, tal como estaba previsto antes de la suspensión unilateral, pero solo para declinar la última oferta europea, de 600 millones de euros, por considerarla «humillante». Por su parte, Azárov reprochó a la UE y al Fondo Monetario Internacional la falta del apoyo económico que hubiera compensado el «divorcio comercial» con Rusia, a la vez que admitía que había sido Moscú quien había conminado a Kiev a no sellar el pacto.
A partir del 21 de noviembre, se produjeron en la plaza de la Independencia (en ucraniano, Maidán Nezalézhnosti) de la capital varias concentraciones que exigían al gobierno retomar el diálogo con la UE. Las convocatorias lograron congregar a cientos de miles de personas, que asistieron a discursos diarios de líderes políticos opositores y de figuras destacadas de la cultura, tanto ucranianas como extranjeras. Entre sus impulsores se encontraban organizaciones sociales, la oposición política —incluidos grupos ultranacionalistas y de extrema derecha, Sector Derecho y Svoboda— y las Iglesias ucranianas —como la Iglesia ortodoxa ucraniana del Patriarcado de Kiev—, con excepción de la Iglesia ortodoxa ucraniana del Patriarcado de Moscú. En las manifestaciones también participaron representantes de minorías étnicas (rusos, chechenos, tártaros de Crimea, judíos, georgianos, armenios y otros) y ciudadanos de otros países (Polonia, Bielorrusia, Georgia, Rusia y otros).
Las protestas desembocaron en disturbios, que fueron creciendo en intensidad, al punto de que hubo días en que muchos manifestantes continuaban sus protestas toda la noche, lo que hacía imposible su desalojo del lugar por parte de las autoridades. El 16 de enero, la Rada Suprema ordenó penas contra los manifestantes, el bloqueo de edificios administrativos y la instalación de tiendas de campaña. Esto fue tomado por los manifestantes como un veto a su derecho de manifestarse y protestar. Desde entonces, las protestas provocaron una escalada de violencia en rechazo a las nuevas leyes. Como resultado, el 22 de enero las manifestaciones registraron cinco muertos.
Entre tanto, las protestas se fueron expandiendo a lo largo del centro y oeste del país, con algunos focos en el este, mayoritariamente rusófono. La exigencia no era solo el cambio económico hacia Europa, sino la sustitución total de gobierno, lo que llevó a la dimisión de Azárov el 28 de enero y a que el Parlamento reunido en asamblea extraordinaria derogara las polémicas leyes que limitaban los derechos de manifestación y reunión.
La noche del 19 y 20 de febrero, Yanukóvich y los principales líderes de la oposición (Vitali Klichkó, Arseni Yatseniuk y Oleh Tiagnibok) acordaron una tregua y la retirada de las barricadas colocadas anteriormente en la plaza de la capital para contener a las fuerzas policiales. El 21 de febrero —tras el llamado «Jueves Negro» (20 de febrero) en el que murieron más de 60 manifestantes—, se aprobó un acuerdo entre ambas partes para adelantar las elecciones, formar un gobierno de transición, volver a la Constitución de Ucrania de 2004 y frenar la violencia.
En la madrugada del 21 al 22 de febrero, Yanukóvich, sin informar al parlamento, abandonó su lujosa residencia de Mezhyhirya, en las afueras de la capital, y desapareció en dirección desconocida —según declararía más adelante, lo hizo al temer por su vida y la de su familia—. Yanukóvich no firmó la reintroducción de la Constitución de 2004 que acordó ratificar en menos de 48 en el acuerdo previo antes de desaparecer. En la mañana del 22 de febrero, la Rada Suprema lo destituyó de su cargo por «abandono de sus funciones constitucionales» y tomó el control del país, votando, por mayoría constitucional, la vuelta a la Constitución de 2004, acordada el día anterior.

### Intento de abolición de la Ley de Lenguas Cooficiales
| Datos de 2001                                                                        | Datos de 2001 |
| ------------------------------------------------------------------------------------ | ------------- |
| Sebastópol obtuvo el porcentaje más alto (90.6 %), seguido por Crimea con un 77.0 %. |               |
| Datos de 2005                                                                        |               |
| Crimea: 97 % de toda la población                                                    |               |
| Óblast                                                                               |               |
| Dnipropetrovsk                                                                       | 72 %          |
| Donetsk                                                                              | 93 %          |
| Zaporizhia                                                                           | 81 %          |
| Lugansk                                                                              | 89 %          |
| Mikoláyiv                                                                            | 66 %          |
| Odesa                                                                                | 85 %          |
| Járkov                                                                               | 74 %          |

En febrero de 2014, la Rada Suprema acordó abolir la Ley sobre las bases de la política lingüística estatal de 2012, que establecía que en los rayones donde un determinado idioma fuese hablado por al menos 10 % de los habitantes, dicho idioma podía adquirir el rango de lengua cooficial. Sin embargo, el 3 de marzo el presidente interino del parlamento, Oleksandr Turchínov, se negó a firmar la mencionada resolución acerca de la ley de política lingüística hasta que la Rada no elaborase una nueva, por lo que la ley siguió en vigor (en 2018, dicha ley dejó de estar vigente al ser declarada inconstitucional por el Tribunal Constitucional).
La abrogación de la Ley aprobada en 2012 en algún momento hubiera perjudicado a los hablantes de ruso (cooficial en todo el este y sur de Ucrania, además de algunos raiones en Kirovogrado, Cherníhiv, Sumy y Zhitómir), húngaro (cooficial en algunos raiones de Transcarpatia) y rumano (cooficial en algunos raiones de Transcarpatia, Chernivtsí y Odesa). La propuesta fue rechazada por una parte de las comunidades bilingües dentro de Ucrania, además de otros países vecinos con importantes minorías en el territorio ucraniano, en particular Rusia.
Por su parte, las autoridades de Crimea —de ideología prorrusa— habían solicitado la asistencia del gobierno de Moscú después de que la Rada Suprema de Ucrania intentara abolir la ley. Sin embargo, el presidente interino de Ucrania, Oleksandr Turchínov, se negó a firmar esta decisión del Parlamento, instándolo a elaborar una ley nueva que regulara el uso de dichas lenguas.

## Desarrollo

### 23 de febrero-31 de marzo

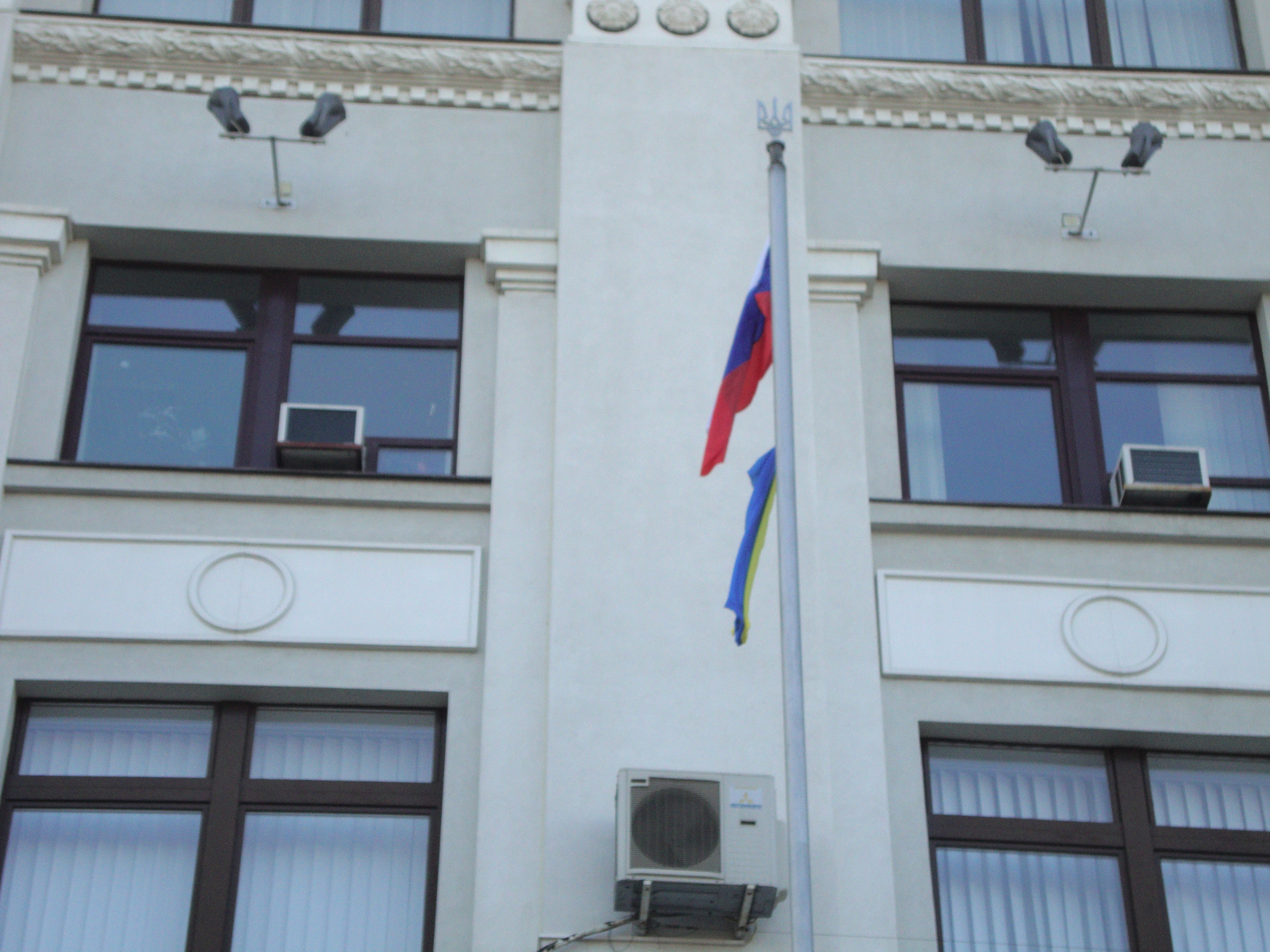
Bandera rusa en el frente del Consejo Regional de Lugansk.

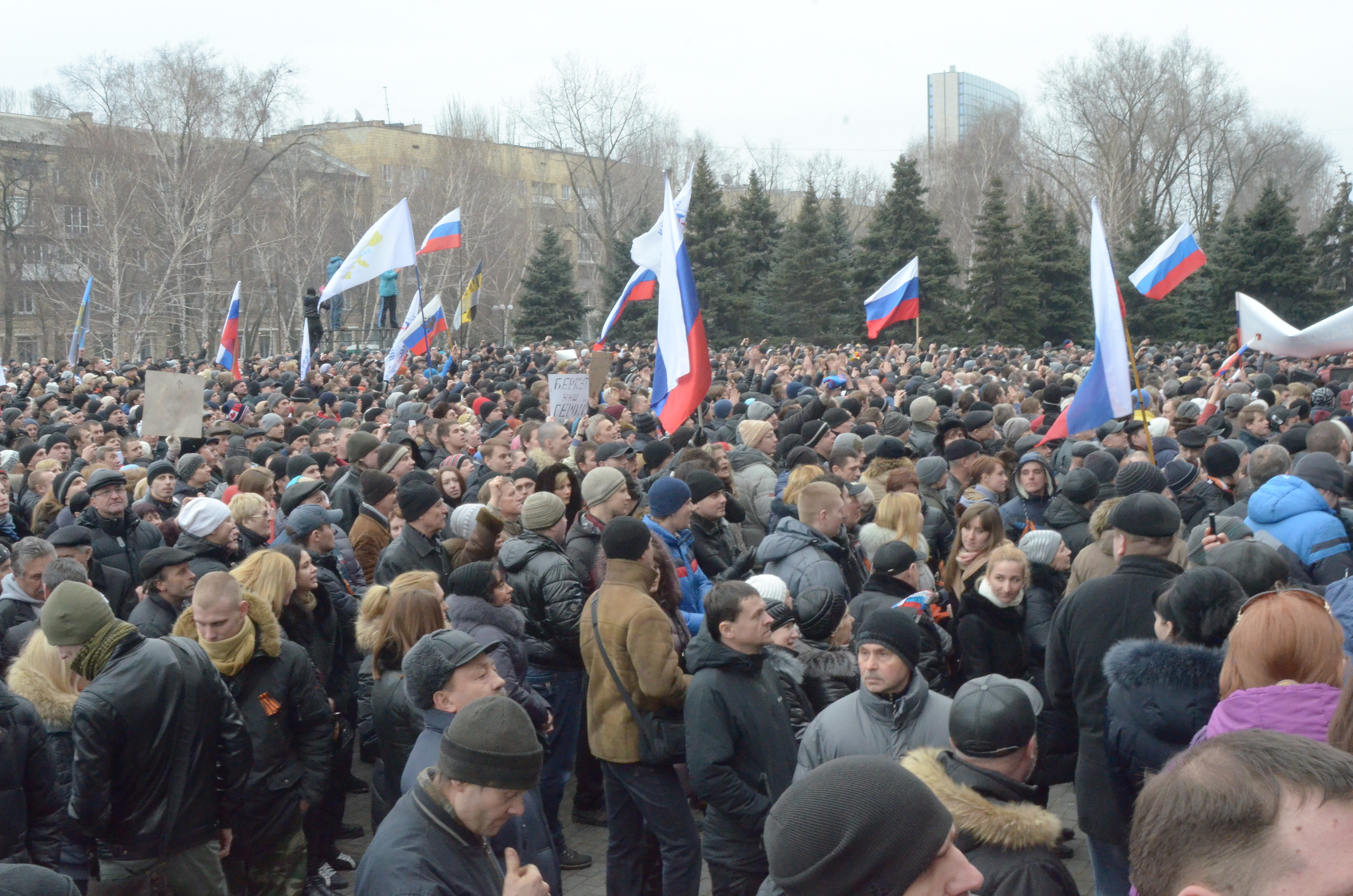
Manifestación prorrusa en Donetsk.

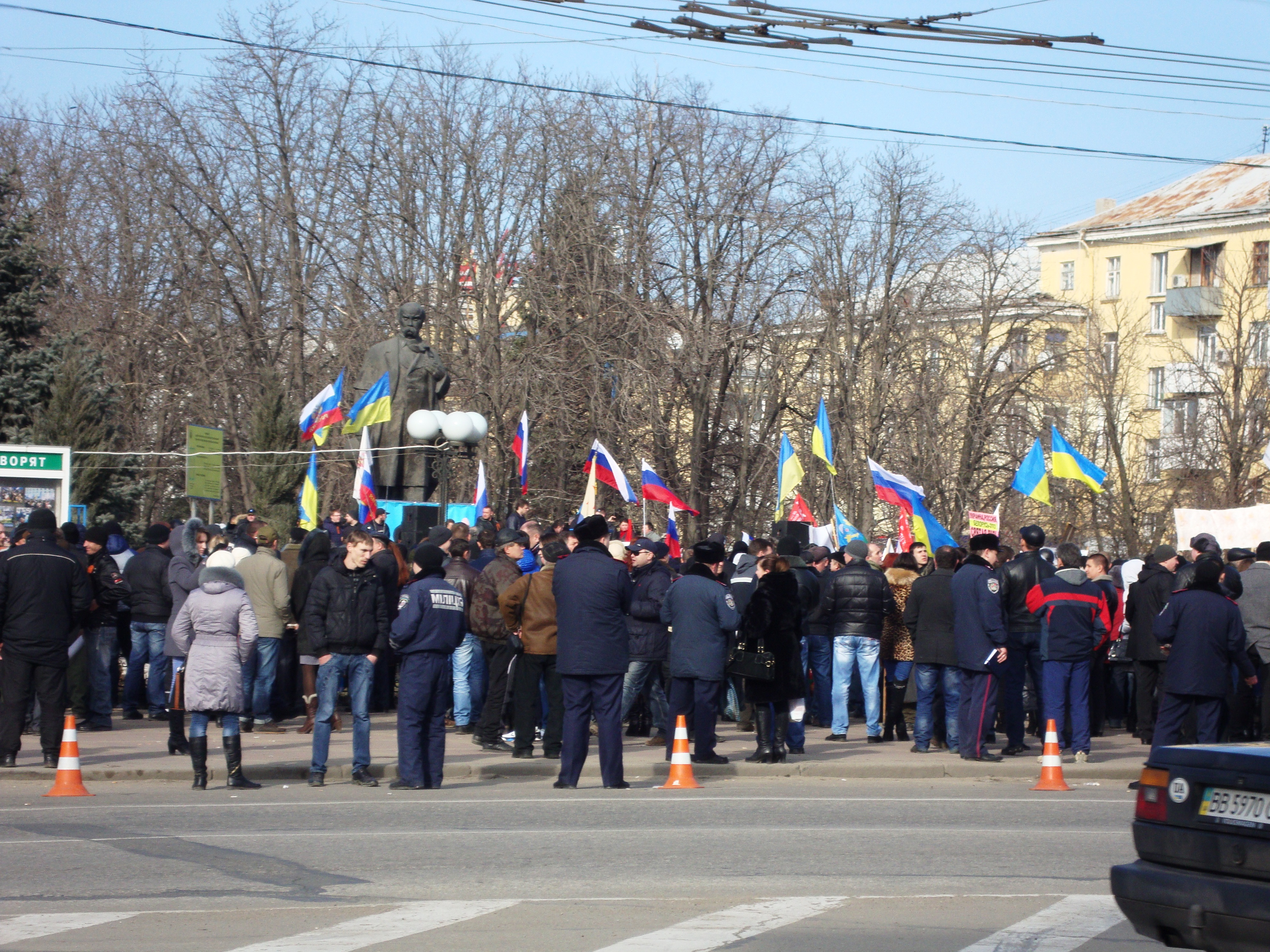
Protestas en Lugansk, cerca del monumento a Tarás Shevchenko.

El 23 de febrero de 2014, el Congreso de diputados y gobernadores regionales del Este y Sur de Ucrania hizo un llamamiento a la resistencia y acusó a la oposición de incumplir el acuerdo de paz que había sido firmado el 21 de febrero con el destituido presidente. Además, algunas provincias del poniente ucraniano, suprimen al otrora oficialista Partido de las Regiones, así como al Partido Comunista.
El 1 de marzo, las manifestaciones contra el nuevo gobierno ucraniano se fueron extendiendo a la región del Dombás, en el sudeste de Ucrania, donde el 35-38% de la población es de etnia rusa según el censo de 2001 y el idioma ruso es hablado por al menos tres cuartos de la población; unos 10 mil manifestantes se congregaron en Donetsk —la cuna de Yanukóvich— al grito de «¡Rusia, Rusia!», izaron la bandera rusa, y escogieron a Pável Gúbarev, líder de una milicia popular, como nuevo gobernador de la provincia; mientras que unos 20 mil manifestantes prorrusos exigieron en Járkov la «federalización de Ucrania» y el archivo de las causas penales contra los policías que cumplieron su deber durante las manifestaciones europeístas. También hubo manifestaciones prorrusas en Odesa, Dnipró, Lugansk, Melitópol, Eupatoria, Zaporiyia y Kerch, entre otras; en todas estas ciudades las banderas ucranianas fueron arriadas de los edificios públicos y en su lugar ondean banderas rusas.
El Ayuntamiento de Donetsk exhortó a su Parlamento regional para que asignara una fecha para realizar un referéndum sobre el futuro del Dombás, que incluyese la posibilidad de considerar el idioma ruso como lengua oficial junto al ucraniano, a Rusia como un mediador estratégico de la región y una mayor autonomía. Mientras que en el Óblast de Lugansk se votó a favor del estatus del idioma ruso como segunda lengua oficial, desarmar a las unidades de autodefensa del Maidán y la prohibición de un número de organizaciones políticas como Svoboda. Se amenazó a las autoridades ucranianas centrales que se reservaba el derecho a «solicitar la ayuda del hermano pueblo de la Federación Rusa». Al mismo tiempo, una manifestación en Járkov reunió decenas de millares de personas que invadieron la sede de la administración regional y obligaron a los partidarios del gobierno central a pedir disculpas. La Cámara Municipal de Mariúpol fue tomada por manifestantes. También hubo protestas en Lugansk, que reunieron cerca de 10 000 personas pidiendo la realización de un referéndum. Además, una manifestación contra el fascismo y la violencia, y favorable a la unión de Ucrania con Rusia y Bielorrusia y la realización de un referéndum reunió más de 400 personas en Jersón.
Entre tanto, Yanukóvich escribió una carta a Vladímir Putin pidiéndole que usara las fuerzas armadas rusas para defender al pueblo y restablecer la legitimidad, la paz, la estabilidad, la ley y el orden. Este pedido fue citado por Vitali Churkin, el representante permanente de Rusia ante las Naciones Unidas, en la tercera reunión de emergencia del Consejo de Seguridad de las Naciones Unidas sobre Ucrania. Al día siguiente, el Consejo Regional de Lugansk adoptó posiciones semejantes a las de la Cámara Municipal de Donetsk, y declaró ilegítimas a las nuevas autoridades ejecutivas ucranianas, solicitó el desarme de los grupos armados ilegales, la prohibición de organizaciones profascistas y neo-fascistas, y se reservó el derecho a solicitar ayuda al pueblo hermano de Rusia. Poco después, una manifestación dirigida por la Guardia de Lugansk exigió que los diputados solicitasen a Putin el envío de tropas, y durante las protestas, ocuparon el edificio del Consejo Regional.
El 3 de marzo un grupo de personas armadas comenzó a asaltar edificios administrativos en Donetsk, ondeando banderas de Rusia y al grito de «¡Rusia!» y «¡Bérkut son héroes!». Al día siguiente, en el edificio del parlamento de Járkov se izó la bandera rusa, que fue arriada horas más tarde, cuando la policía comenzó a custodiar el lugar. Además, alrededor de entre 200 y 500 manifestantes con banderas rusas irrumpieron en el edificio administrativo del óblast de Odesa y exigieron un referendo sobre el establecimiento de una «República Autónoma de Odesa». Entre tanto, durante una reunión del Consejo de Seguridad de las Naciones Unidas, Churkin reiteró que el líder legítimo de Ucrania era Yanukóvich, y no el presidente interino Oleksandr Turchínov. Esa noche se realizó una manifestación de más de 2000 personas en Donetsk pidiendo paz y apoyando a Ucrania.
El 5 de marzo, agentes del Servicio de Seguridad de Ucrania arrestaron al autoproclamado gobernador de la región de Donetsk, Pável Gúbarev, llevándolo a un sitio desconocido. Anteriormente, simpatizantes del gobierno interino de dicha región habían tomado el control de los edificios administrativos, entre ellos la Tesorería y la administración regional, donde izaron la bandera rusa. Además, Gúbarev declaró que la región se estaba preparando para contar con su propio gobierno provisorio, para luego anunciar nuevas elecciones, y habló sobre la realización de un referéndum sobre el estatus de Donetsk. El 6 de marzo fueron detenidas varias decenas de manifestantes.
El 8 de marzo, más de 3000 personas se concentraron en el centro de Járkov, pidiendo la dimisión de las autoridades locales y la celebración de un referéndum sobre el estatus de su región. El mismo día, el ejército ruso entró en el territorio del pueblo de Chonhar, en el Raión de Genichesk, Óblast de Jersón y guardias fronterizos ucranianos iniciaron un despliegue especial a lo largo de la frontera con Moldavia, en el área de Transnistria, con el fin de evitar cualquier provocación por parte de activistas prorrusos en el Óblast de Odesa. Al día siguiente, unos 1500 activistas prorrusos solicitaron a las autoridades locales de Donetsk la realización de una consulta popular sobre su incorporación a Rusia. Mientras que, en Lugansk, centenares de manifestantes ocuparon el edificio de la administración regional e izaron la bandera de Rusia. Además ocurrieron enfrentamientos con activistas proucranianos. Unas 7000 personas también manifestaron en Simferópol, en Crimea.
El 13 de marzo, un partidario del gobierno ucraniano murió a manos de militantes prorrusos en los disturbios tras la concentración en la Plaza Lenin de Donetsk. También murió un manifestante prorruso y hubo varios heridos. Ese mismo día, más de 40 000 residentes de la ciudad de Járkov salieron a las calles para mostrar su apoyo al alcalde Hennadiy Kernes, que ha sido citado por la Fiscalía General de Ucrania, acusado de amenazas, tortura y secuestro. Además, unas 40 000 personas se manifestaron en varias ciudades de Rusia en apoyo a la población rusoparlante de Ucrania. Mientras, un tribunal de Kiev ordenó poner Kernes bajo arresto domiciliario parcial, obligándolo a quedarse en casa desde las 21:00 de la noche hasta las 7:00 de la mañana. El 14 de marzo, dos personas murieron en Járkov, por disparos de nacionalistas ucranianos y, en la noche, una serie de disparos dejó como saldo dos fallecidos y cinco heridos, entre policías y activistas prorrusos. El ministerio del Interior ucraniano responsabilizó al grupo Sector Derecho de haber comenzado el tiroteo; una treintena de pistoleros pertenecientes a esta agrupación fueron detenidos.
El 15 de marzo, después de tres muertes en las protestas en Donetsk y Járkov, Turchínov afirmó que el gobierno ruso estaba organizando y financiando protestas en el este de Ucrania y alertó sobre la amenaza de una invasión rusa del este del país. Por otro lado, el gobierno ruso afirmó que las autoridades rusas estaban analizando las solicitudes de actuar en defensa de ciudadanos residentes en Ucrania, en un contexto en el cual Putin fue autorizado por el parlamento para implantar fuerzas armadas en Ucrania para proteger a los rusos étnicos y de lengua rusa. Ese mismo día manifestantes prorrusos atacaron un edificio de servicios de seguridad en Donetsk (donde izaron la bandera rusa), exigiendo la liberación de Gubárev y el derecho a decidir por medio de un referéndum la separación de Ucrania y la adhesión a Rusia. Más tarde asaltaron la sede regional del Ministerio del Interior y, al día siguiente se informó que un grupo de residentes detuvo en Lugansk un tren con tropas ucranianas que se dirigía hacia la frontera ruso-ucraniana para efectuar ejercicios militares. Entre tanto, un tribunal municipal de la ciudad de Járkov decretó el arresto de 25 participantes de los enfrentamientos del 14 de marzo.
Manifestantes de Donetsk que llevaban banderas rusas y con colores de cinta de San Jorge, marcharon el 16 de marzo y entraron en el edificio de la Fiscalía e izaron la bandera rusa. Exigieron la dimisión del gabinete ministerial y la formación de un gobierno nacional de coalición, aprobado por «el pueblo», además de pedir un referendo sobre el estatus del óblast de Donetsk como sujeto de la Federación Rusa y solicitaron la oficialidad del idioma ruso. También en Lugansk se celebraron manifestaciones de apoyo a los referendos sobre la federalización de Ucrania y el estatus político de Crimea y Sebastopol. En Járkov, las autoridades locales prohibieron por razones de seguridad la organización en la plaza principal de un mitin sobre el tema de la federalización de Ucrania. Un grupo de manifestantes en Járkov saqueó un edificio donde se encontraban las oficinas de agrupaciones de derecha.
El primer ministro de Ucrania Arseni Yatseniuk dijo el 18 de marzo que el gobierno estaba trabajando en una «descentralización de la administración», en la que se le dará a las regiones, ciudades y distritos «amplios poderes y financiación necesarios para el desarrollo de dichas áreas». Estos cambios se verían reflejados en una nueva constitución. También dijo que se habían recogido pruebas convincentes sobre la participación de los servicios secretos rusos en disturbios. Ese mismo día, miembros de una manifestación con banderas rusas irrumpieron en el Ayuntamiento de Mariúpol y exigieron que el alcalde realizara una sesión especial del Consejo para hacer frente a la cuestión de la celebración de un referéndum. Entre tanto, en Moldavia se reprodujeron ecos de las protestas ucranianas: Transnistria envió una solicitud para unirse a la Federación de Rusia —petición enviada por su presidente, Mijaíl Burla, al presidente de la Duma Estatal—, siguiendo el ejemplo de Crimea y en cumplimiento de las disposiciones de la Ley de Adhesión. Ya en 2006 se había celebrado un referéndum donde se impuso por mayoría el resultado de la adhesión a Rusia. La región de Gagauzia también solicitó su adhesión a Rusia.
Los días 22 y 29 de marzo, se produjeron manifestaciones en Melitópol sin carácter separatista, aunque defendían la realización de un referéndum para que los ciudadanos pudiesen decidir si desean estrechar lazos con la Unión Europea o con Rusia y si Ucrania debe convertirse en una federación. El día 23, se realizó una manifestación en Donetsk en defensa de la realización de un referéndum el día 25 de mayo, para que la región pudiese firmar un acuerdo de unión aduanera con Rusia.
El 30 de marzo, se produjeron manifestaciones en Járkov, Donetsk y Lugansk a favor de una mayor autonomía para las regiones situadas en el sureste.

### Abril

#### Intentos de secesión en el Dombás y Járkov: inicio de la guerra del Dombás

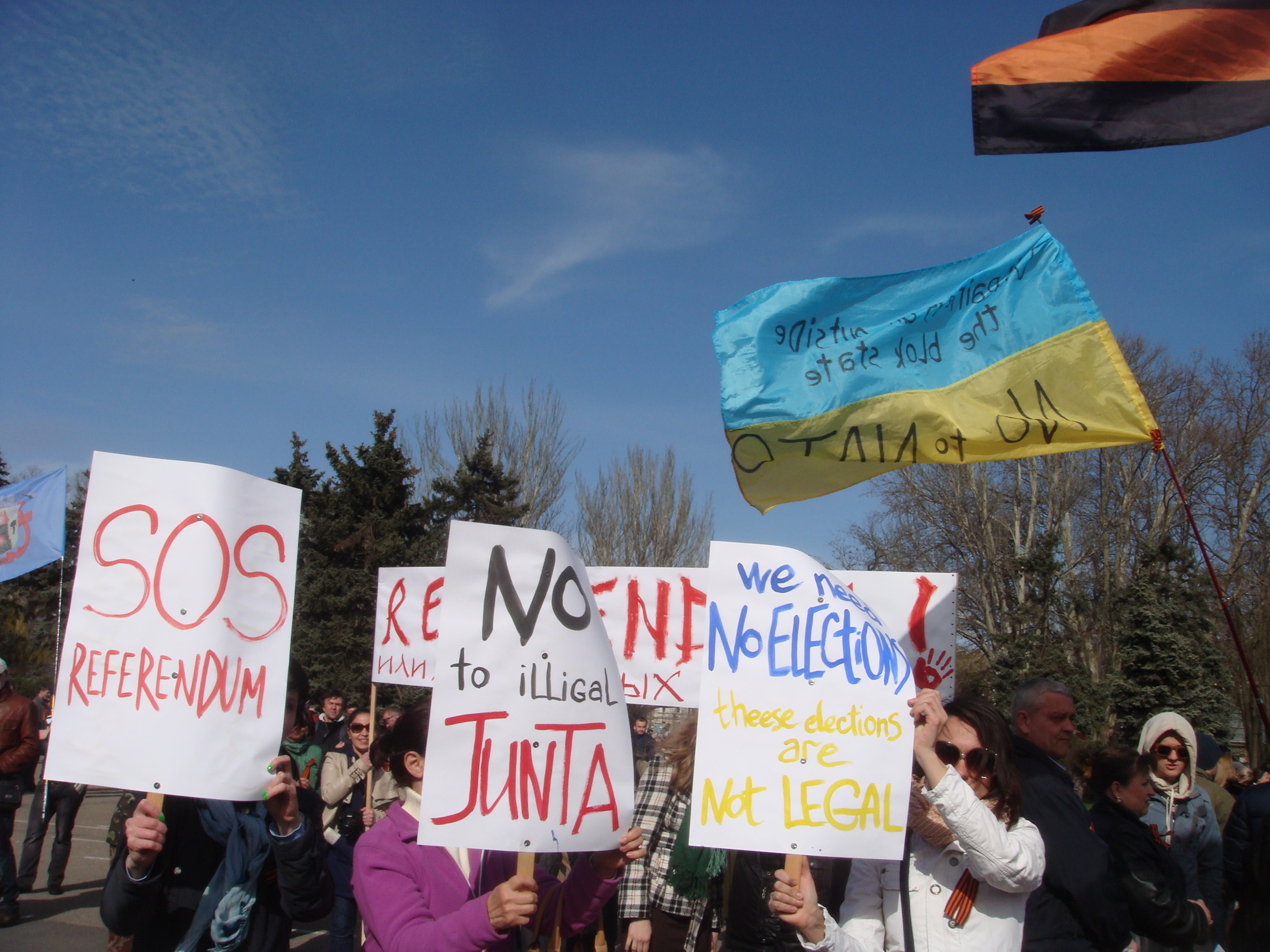
Protestas en Odesa del 6 de abril.

El 6 de abril miles de personas se congregaron en varias ciudades ucranianas en protesta contra el Gobierno interino de Kiev. En Donetsk, los manifestantes rompieron el cordón policial, asaltaron un edificio de la administración regional y retiraron la bandera ucraniana, colocando en su lugar una bandera rusa. En esta ciudad, cerca de 2000 personas se habían congregado en la plaza de Lenin con banderas rusas y pancartas antigubernamentales pidiendo la federalización de Ucrania y estatus de oficialidad del idioma ruso. En el mismo sentido, en la plaza de la Libertad de Járkov, los manifestantes —algunos llevaban banderas rusas— pidieron la celebración de un referéndum sobre la federalización. También ocurrieron protestas en Odesa (donde se armaron barricadas), Mykoláiv y Lugansk. En esta última ciudad un asalto a la Dirección provincial del Servicio de Seguridad dejó ocho heridos.
A partir del 12 de abril, se inician enfrentamientos armados que incluyeron combates de distintas proporciones y la captura de prisioneros de ambos bandos en el conflicto armado. El 30 de abril, el presidente interino ucraniano reconoció que las fuerzas bajo su dirección no eran capaces de «controlar la situación en Donetsk y Lugansk».

##### República Popular de Donetsk
El 7 de abril, un grupo de manifestantes proclamó por unanimidad la República Popular de Donetsk (RPD) durante una reunión celebrada en la sede de la Administración regional. Los secesionistas establecieron su territorio dentro de los límites de la región de Donetsk y se decidieron la creación de un Consejo Popular, a la vez que convinieron celebrar un referéndum antes del 11 de mayo. Por su parte, el gobierno de Estados Unidos declaró que su país no reconocería ni la república ni los resultados de referéndum. La nueva república también pidió a Rusia que defendiera de los «embates criminales» de Ucrania al pueblo ruso residente.

##### República Popular de Járkov

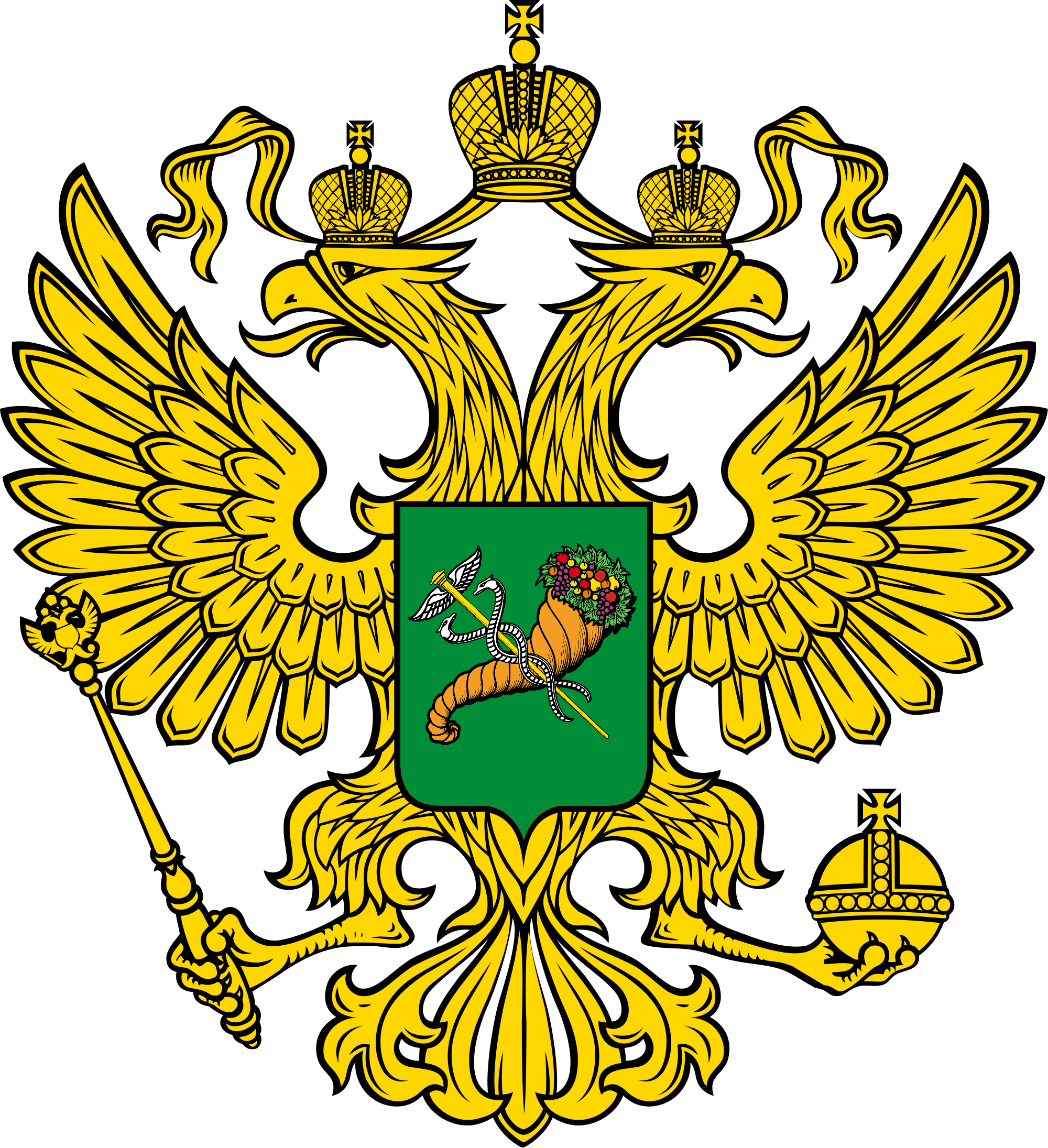
Escudo de la República Popular de Járkov.

El 7 de abril, un grupo de diputados regionales de Járkov asumió el control de las instituciones gubernamentales y proclamó la República Popular de Járkov (RPJ) anunciando que se preveía la realización de un referéndum. Según los manifestantes, la república se convertiría en un Estado soberano, que establecería «relaciones con otros Estados de acuerdo con el derecho internacional». Además se dirigieron al depuesto presidente de Ucrania, Víktor Yanukóvich, para lograr la legalización de la iniciativa, a la vez que pidieron al gobierno ruso su intermediación como garante en el referéndum. Entre tanto, el gobierno ucraniano lanzó una operación para desalojar el edificio del Gobierno regional de Járkov tomado por activistas prorrusos y, por la noche, un grupo de manifestantes incendió la sede de la Administración de regional.

##### Reacción ucraniana

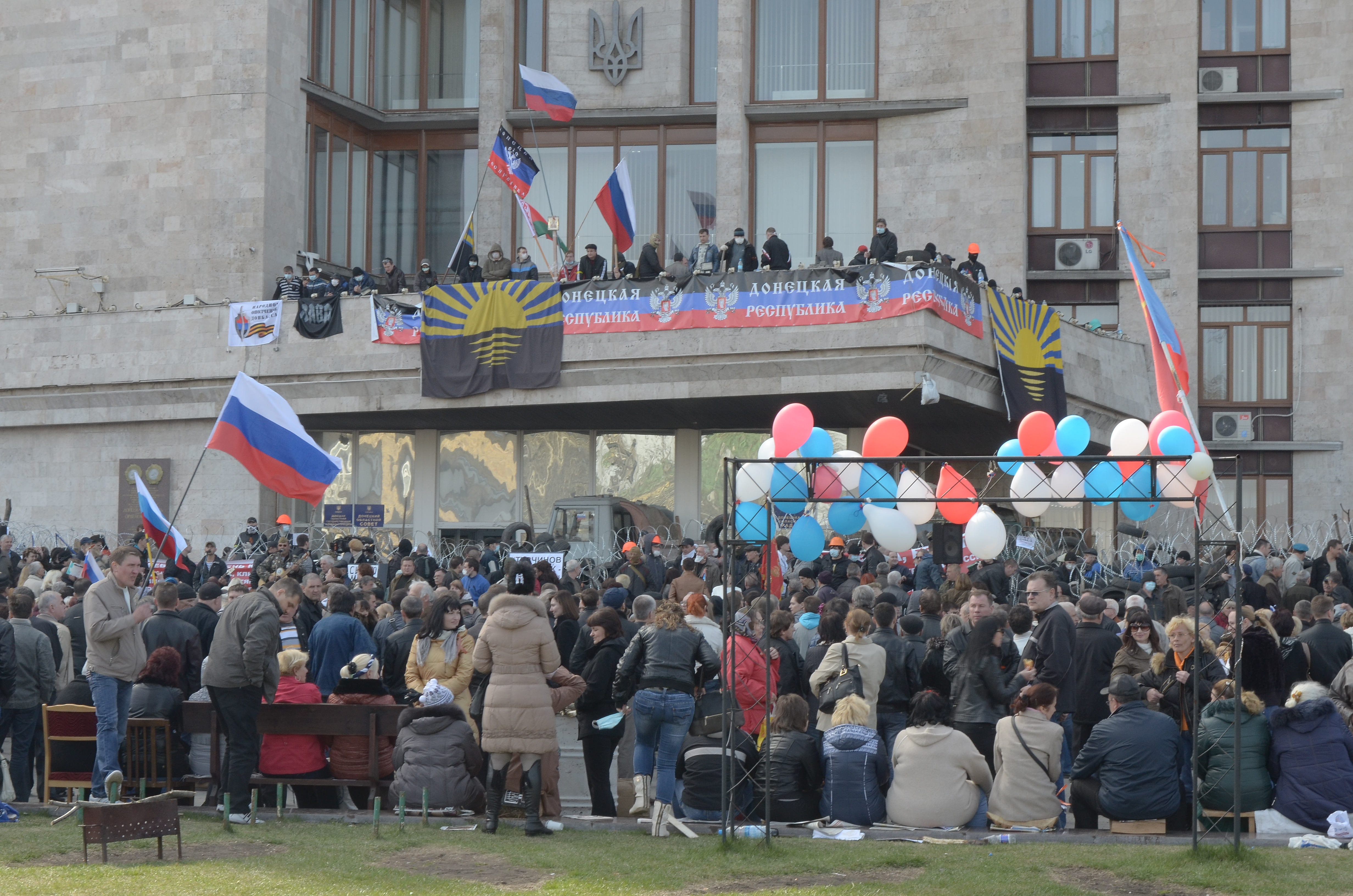
Manifestantes prorrusos ocupando el edificio de la Administración del Estado de Donetsk el 7 de abril.

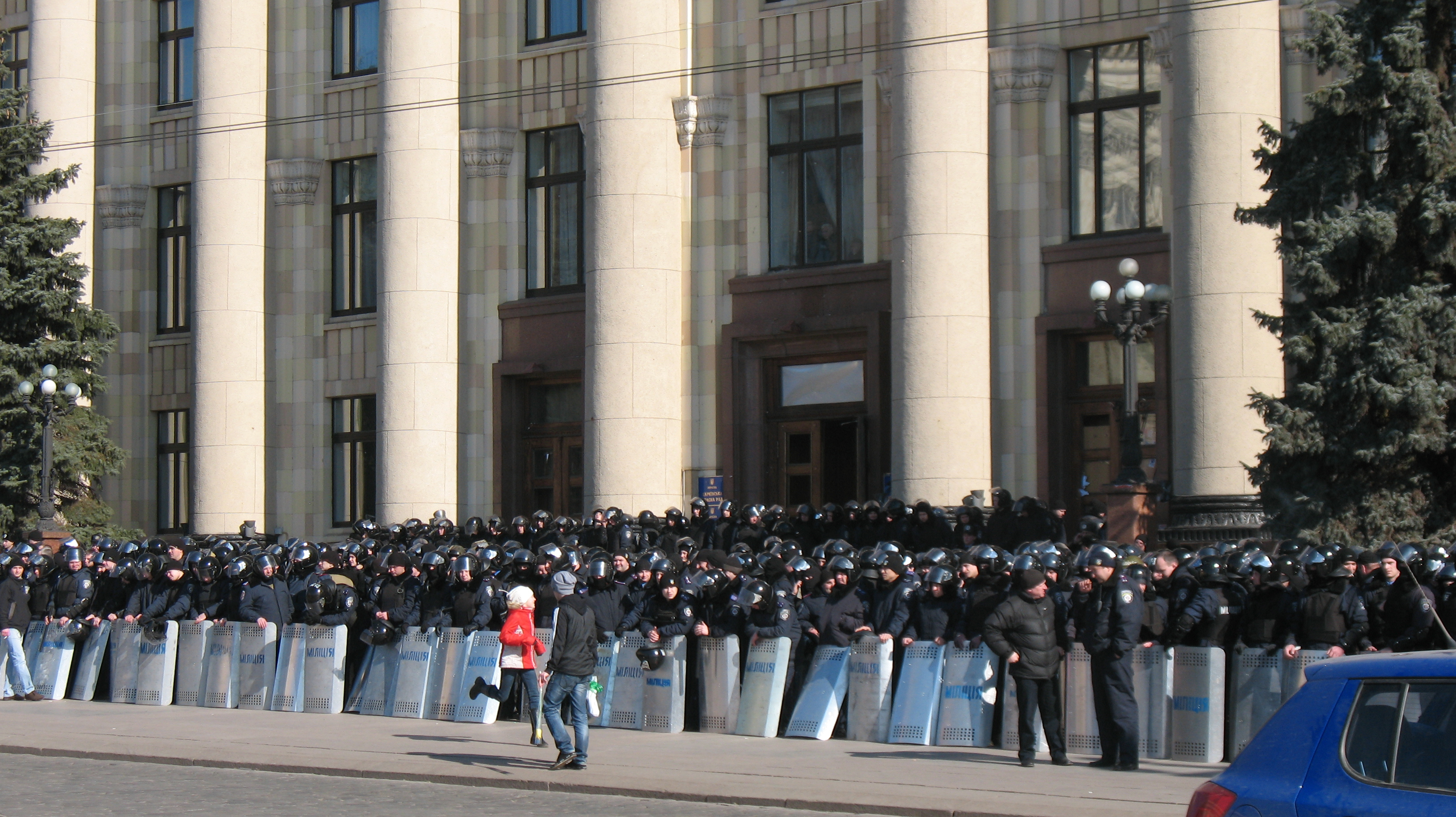
Policía custodiando el edificio de la Administración del Estado de Járkov el 8 de abril.

El 7 de abril fue presentado en la Rada Suprema un proyecto de ley sobre la imposición del estado de emergencia —solo en las regiones de Lugansk, Donetsk y Járkov—, mientras que el gobierno ucraniano enviaba militares a las zonas en conflicto tras acusar a Rusia de poner en marcha «un plan para desmembrar Ucrania». Por su parte, el presidente interino Oleksandr Turchínov, dijo que Rusia intentaba crear en el este del país un «escenario crimeo» y advirtió que el Gobierno prepara operaciones antiterroristas contra los manifestantes. Al día siguiente un grupo de manifestantes irrumpió en la oficina de la Fiscalía regional en Leópolis, mientras la Administración regional de Dnipró firmó un acuerdo de cooperación con los activistas prorrusos quienes se comprometieron a abstenerse de la incitación al separatismo.

##### Lugansk: de la República Parlamentaria a la República Popular
El 7 de abril un grupo rusófilo —portando explosivos y más de 300 ametralladoras— proclamó la «República Parlamentaria de Lugansk» (RPL) en el edificio administrativo regional del Servicio de Seguridad de Ucrania que los manifestantes habían tomado ese mismo día tras hacer aproximadamente 60 rehenes. Los separatistas también tomaron el edificio de la administración del óblast de Lugansk y planeaban establecer el «Ejército Popular del Sureste Ucrania» con otros grupos de activistas de otras ciudades de la región. Buscando reforzar su posición, el líder de la insurgencia Alekséi Mozgovói, visitó Moscú el 10 de abril y se reunió con el político de extrema derecha, Vladímir Zhirinovski y Serguéi Mirónov.
El 28 de abril, los federalistas proclamaron la República Popular de Lugansk (RPL). En la localidad de Schastie los ciudadanos detuvieron a 20 miembros de un «batallón policial especial de supresión del separatismo» junto con su comandante y los entregaron a las fuerzas de seguridad de la RPL en la capital de la región. Al día siguiente, cerca de 3000 personas participaron conjuntamente con milicianos de la RPL en la ocupación de la sede de la administración del óblast de Lugansk. Los federalistas también tomaron el ayuntamiento de la ciudad de Pervomaisk.

##### Nuevas reacciones y protestas
El ministro de Interior de Ucrania, Arsén Avákov, afirmó el 9 de abril que la situación en el este del país sería resuelta en el transcurso de 48 horas «por medio de negociaciones o por medio de la fuerza». También prometió delegar más poder a las regiones y dio garantías de que el idioma ruso no se restringiría «de ninguna manera». No obstante, las fuerzas policiales dejaron de acordonar el edificio de la Administración Regional de Járkov tras una operación policial en la cual fueron detenidos 64 manifestantes que apoyaban la federalización de Ucrania. Además, en los suburbios de las ciudades de Donetsk y Lugansk, se formaron barreras humanas para obstaculizar el paso de militares ucranianos. Por su parte, las autoproclamadas autoridades del Gobierno de la República Popular de Donetsk anunciaron que publicarían sus decretos y controlarían todas las ciudades de la región, tras lo cual anunciaron la creación de un «Ejército Popular».
El 10 de abril el presidente interino de Ucrania prometió amnistiar a los manifestantes si abandonaban los edificios admnistrativos y entregaban las armas. Por su parte, la Corte regional de Járkov decretó un arresto de 60 días para cuatro de los 65 manifestantes que ocuparon la Administración regional y los diputados del Consejo regional de Lugansk promovieron la convocatoria de un referendo sobre la federalización de Ucrania con garantías para su integridad territorial y exigieron dotar al idioma ruso del estatus de segunda lengua oficial. Entre tanto, en Sebastopol (Crimea) miles de personas se reunieron en un mitin de apoyo al sureste de Ucrania, en especial a las regiones del Donetsk y Lugansk, mientras en Odesa ocurrieron enfrentamientos entre prorrusos y partidarios del Euromaidán que retuvieron en un hotel al candidato presidencial Oleg Tsariov. Ese mismo día, los manifestantes de Donetsk y el gobernador provincial negociaron sobre la posibilidad de organizar patrullas mixtas entre la policía, la guardia de tráfico y los manifestantes, el desalojo del edificio de la Administración, creación de un grupo mixto para reformular los planteamientos de un referéndum en mayo, sesiones mixtas entre el Parlamento regional y el Consistorio municipal y amnistía para los ocupantes del edificio. Finalmente no lograron llegar a ningún acuerdo.
Por su parte, los separatistas de Donetsk votaron decidiendo establecer lazos con Rusia, Kazajistán, Bielorrusia y las instituciones internacionales como las Naciones Unidas para romper con Ucrania. Las autoridades regionales de Donetsk (designadas en Kiev) anunciaron que estaban dispuestas a celebrar un referéndum sobre el estatus de la región, con la condición de que se liberara el edificio de la administración, mientras las autoridades de la ciudad de Zaporizhia construyeron barricadas en las entradas de su ciudad para evitar a los manifestantes rusos y prorrusos.
El jefe del Gobierno ucraniano mantuvo una reunión con políticos, funcionarios y empresarios en Donetsk el 11 de abril. Allí Rinat Ajmétov, magnate dueño de la primera fortuna del país y residente de Donetsk, dijo que la situación de la región era «muy difícil» y lo que la gente quería «que se escuche la voz de Dombás». Sentenció que era necesaria una negociación con los prorrusos para llegar a un acuerdo. El magnate afirmó que apoya la cooficialidad del ruso con el ucraniano y la descentralización del poder.

### Mayo

#### Manifestaciones y masacre en Odesa
El 1 de mayo de 2014, Día Internacional de los Trabajadores, una multitud marchó por las calles del centro de Odesa con pancartas que decían «Odesa es una ciudad heroica», «¡Referéndum!» y «El fascismo no pasará». El desfile llegó hasta Campo Kulikovo, donde los activistas del movimiento "Alternativa Popular" tenían un campamento para recoger firmas en apoyo de un referéndum sobre la descentralización del poder, la oficialidad de la lengua rusa y la dirección de la política exterior del país. Manifestantes anunciaron que permanecerían en Campo Kulikovo solicitando que las autoridades llamar a un referéndum y exigiendo la liberación de sus compañeros detenidos por el Servicio de Seguridad de Ucrania.
El 2 de mayo se organizó una manifestación a las 14:00 horas en la plaza de Sobornaya para defender la unidad nacional en la que atendieron unas 1.500 personas, incluyendo muchos fanes de los clubes FC Chernomorets Odessa y F.C. Metalist Járkov, junto con algunos miembros del grupo de extrema derecha Sector Derecho, además de otras personas. En la zona, celebrar marchas conjuntas entre los aficionados a los deportes antes de un partido de fútbol es una tradición regular. A medida que iban marchando por la calle Deribasovskaya, los fanes de ambos equipos empezaron a cantar el himno nacional de Ucrania juntos, cantando eslóganes patrióticos como "Odesa, Járkov, Ucrania" y varias canciones en contra del Presidente Ruso Vladímir Putin. Los observadores de OSCE informaron que vieron a un centenar de activistas unionistas en camuflaje con palos y escudos participando en la marcha.
Proucranianos y prorrusos se enfrentaron en combates callejeros, tirándose piedras y cócteles molotov, y construyeron barricadas por toda la ciudad. Había personas armadas en los dos bandos. Según los medios ucranianos, testigos habrían afirmado que la primera víctima fue un manifestante proucraniano, quien recibió una bala de un arma automática.
A medida que se extendía la información sobre las primeras víctimas entre los partidarios de una Ucrania unida, se instó en las redes sociales a dirigirse al Campo de Kulikovo para destruir el campamento anti-Maidán. La multitud prorrusa y anti-Maidán fue superada en número por manifestantes proucranianos, y su campamento fuera de la Casa de los Sindicatos fue atacado e incendiado. Eso forzó a los ocupantes del campamento a refugiarse en el edificio para protegerse contra los proucranianos. El edificio tiene cinco plantas de altura y es la sede de la Federación Regional de Odesa de Sindicatos. Se encuentra en el Campo Kulikovo, en el centro de la ciudad.
Según los proucranianos, los prorrusos dispararon contra los manifestantes de la calle. Sin embargo, un informe oficial, llevado a cabo por la policía, indicó que no se encontraron armas dentro del edificio. La multitud proucraniana empezó a disparar sus armas y tirar cócteles molotov contra el edificio; finalmente provocaron el incendio miembros del grupo ultraderechista Pravy Sektor, una de las organizaciones más activas en el Euromaidán y en las posteriores manifestaciones a favor de la unidad de Ucrania.
El fuego empezó en la segunda y tercera planta del edificio, y se extendió rápidamente. Se enviaron al escenario trece unidades de bomberos, pero fueron incapaces de trabajar con normalidad por el gran número de personas alrededor del edificio que les impidieron acercarse. Militantes anti-Maidán fueron vistos intentando saltar por las ventanas, otros se quedaron en el tejado, atrincherándose y negándose a salir. 
Las autoridades locales decretaron tres días de luto en honor a aquellos que perdieron su vida en los enfrentamientos. El Presidente de Ucrania, Oleksandr Turchínov, decretó también dos días de luto nacional para los fallecidos en los enfrentamientos de Odesa y para los que murieron durante la contraofensiva gubernamental en el Óblast de Donetsk.
El 4 de mayo cientos de activistas prorrusos se manifestaron en la sede la policía en la ciudad para que exigir la puesta en libertad de los activistas prorrusos detenidos, rodeando el edificio. Las fuerzas de seguridad empezaron a liberar arrestados. Ante los manifestantes, 67 activistas, todos residentes de Odessa, fueron puestos en libertad. Entre los liberados hubo varios sobrevivientes del mortífero incendio del 2 de mayo. Una multitud que incluyó a muchas mujeres y personas de edad avanzada aplaudió y abrazó a los activistas liberados y exigió que sean liberados todos los demás activistas de Odesa detenidos.

#### Proclamación del Estado de Nueva Rusia
El 24 de mayo las autoproclamadas repúblicas populares de Lugansk y Donetsk anunciaron la creación del Estado Federal de Nueva Rusia, cuyo objetivo último es la asociación con la Federación Rusa.[cita requerida] Pável Gúbarev declaró que se planea la entrada de otras seis regiones de Ucrania a este nuevo Estado: Dnipró, Zaporozhie, Odesa, Nicolaiev, Jersón y Járkov. A su vez, la separación de estas regiones se llevaría a cabo mediante referéndums.

## Líderes y número de manifestantes
|                                      |                                      |               |      |
| Ciudad - asistentes [cita requerida] | Ciudad - asistentes [cita requerida] | Fecha         | Ref. |
| Dnipró                               | 3000                                 | 1 de marzo    |      |
| Donetsk                              | 15 000                               | 6 de abril    |      |
| Járkov                               | 15 000                               | 6 de abril    |      |
| Jersón                               | 400                                  | 2 de marzo    |      |
| Kerch                                | 200                                  | 24 de febrero |      |
| Lugansk                              | 10 000                               | 9 de marzo    |      |
| Mariúpol                             | 2000                                 | 1 de marzo    |      |
| Nicolaiev                            | 6000                                 | 2 de marzo    |      |
| Sebastopol                           | 2000                                 | 23 de febrero |      |
| Simferópol                           | 2000                                 | 26 de febrero |      |
| Odesa                                | 20 000                               | 1 de marzo    |      |
| Zaporiyia                            | 5000                                 | 1 de marzo    |      |

- Pável Gúbarev: propietario de una empresa de publicidad de Donetsk,[136] fundador de la Milicia Popular de la región del Dombás,[5] preso por las autoridades ucranianas el día 6 de marzo.
- Robert Donia: «vicegobernador del pueblo» de la región de Donetsk.[103]
- Artiom Oljin: coordinador de la Unión de los Ciudadanos Ucranianos en Donetsk.[23]
- Aleksandr Jaritónov: líder de la organización separatista «Guardia de Lugansk», que el 9 de marzo de 2014 dirigió la toma de la Administración Estatal Regional en Lugansk y forzó al gobernador regional, Mijaíl Bolotskih, a firmar su dimisión, aparte de esto la «Guardia de Lugansk» también participó de todos los actos anteriores en los cuales hubo destrucción de símbolos ucranianos, y de la invasión del canal de televisión independiente Irta; el 14 de marzo se encontraba detenido y fue enviado a Kiev.[86]
- Evgeni Dinianski: jefe de la organización no gubernamental «Iniciativa del Sureste».[101]
- Vladímir Prokopenko: ruso, líder de la Unión de la Juventud de Eurasia en Rostov del Don que incentivó y ayudó a organizar grupos de ciudadanos rusos para que cruzaran la frontera disfrazados de turistas, con el fin de apoyar las protestas.[6]
- Oleg Tsariov: diputado y candidato a la presidencia de Ucrania. El 10 de abril dijo que la federalización del país permitirá «conservar a Ucrania, tan diferente, en sus fronteras; para que en ella vivan personas que hablan dos idiomas parecidos pero diversos, el ruso y el ucraniano, y son feligreses iglesias distintas: la católica o las ortodoxas de Moscú o de Kiev». También afirmó que la Rada Suprema se encuentra actualmente «bajo presión».[137]

## Consecuencias y acontecimientos posteriores

### Primera fase de la guerra ruso-ucraniana
Consecuentemente, el parlamento asumió el poder Ejecutivo y propuso derogar la ley sobre la cooficialidad de los idiomas de las minorías a nivel municipal y provincial. Como respuesta, diversos grupos prorrusos se manifestaron en contra del nuevo gobierno nacional y proclamaron sus anhelos de estrechar sus vínculos (o inclusive integrarse) con Rusia. Estas protestas se concentraron en Crimea y algunas óblast en la zona fronteriza entre Rusia y Ucrania donde se produjeron una serie de revueltas militares, incluyendo tanto tropas locales como tropas rusas. En medio del levantamiento, las autoridades de Crimea convocaron a un referéndum para el 16 de marzo siguiente con el propósito de adherirse a la Federación Rusa.
Tras el pedido del gobierno de Crimea a Rusia, el Consejo de la Federación aprobó un envío de tropas que (según las autoridades del país) tenía como objetivo garantizar la integridad de los habitantes de Crimea y las bases rusas estacionadas allí, hasta que se normalizara la situación sociopolítica. Ello favoreció la Declaración de Independencia de Crimea y Sebastopol que condujo a la proclamación de la República de Crimea —reconocida solo por Rusia— previo restablecimiento de la constitución de 1992 que consideraba al territorio como soberano —aunque delegaba algunas competencias a Ucrania— con una ciudadanía y una policía propias. El proceso finalmente condujo a la adhesión de Crimea a Rusia que fue oficializada el 18 de marzo de 2014, aunque no contó con el reconocimiento del gobierno ucraniano.

### Gobierno ucraniano
En las elecciones presidenciales de mayo de 2014 ganó Petro Poroshenko. El 20 de junio, se anunció un alto el fuego unilateral de una semana con un ultimátum simultáneo a los mercenarios prorrusos y militantes locales para que abandonaran el país, seguido de la liberación del país, que fue frustrado por la introducción de tropas regulares de Rusia. Con la ayuda de los países occidentales, Ucrania consiguió congelar la guerra en la línea de demarcación y Rusia consolidar el estado de incertidumbre permanente en el Donbás en el Protocolo de Minsk. No obstante, el conflicto continuó y, tras el derribo del vuelo 17 de Malaysia Airlines el 17 de julio por misiles antiaéreos, la Cruz Roja de Ucrania consideró que había un estado de guerra civil. Sin embargo, con la ayuda del FMI y una política fiscal y monetaria estricta, fue posible estabilizar la situación financiera del país y llenar el tesoro vacío.

### Elecciones generales de Donbás de 2014
El 2 de noviembre de 2014, se celebraron elecciones generales en las Repúblicas Populares de Donetsk y de Lugansk —en ese momento confederadas en la Nueva Rusia—. Como resultado de la guerra en el este de Ucrania iniciada el mismo año, estas entidades no reconocidas internacionalmente controlan de facto partes de las regiones de Donetsk y de Lugansk en la región del Dombás. Las elecciones, las primeras de su tipo desde el establecimiento de ambas repúblicas, se llevaron a cabo para elegir a sus órganos ejecutivos y parlamentos. En la República Popular de Donetsk, el actual líder Aleksandr Zajárchenko ganó el puesto de jefe de Estado de la República Popular de Donetsk, y su partido República de Donetsk ganó la mayoría en el parlamento. En la República Popular de Lugansk, el actual líder Ígor Plótnitski ganó el puesto de jefe de Estado, mientras su partido Paz para la Región de Lugansk ganó una mayoría en el parlamento.

### Estatus político de Donetsk y Lugansk
En este artículo se examina el actual estatus internacional de la República Popular de Donetsk y de la República Popular de Lugansk. Estas repúblicas fueron dos estados de reconocimiento limitado de Europa Oriental desde su programación en 2014 y 2015 hasta que el 5 de octubre de 2022 fueron integradas como repúblicas en la Federación Rusa tras un referéndum realizado en el contexto de la ocupación rusa de parte del territorio de  Ucrania realizada tras  la invasión rusa de Ucrania del 24 de febrero de 2022.
Tuvieron  el reconocimiento limitado al ser reconocidas, en octubre de 2022, por los estados de  la Federación Rusa, Siria y Corea del Norte. Al mismo tiempo estas repúblicas reconocieron su independencia, una de la otra, y del 24 de mayo de 2014 hasta el 18 de mayo de 2015 eran fundadores y miembros de la Unión de Repúblicas Populares/Nueva Rusia. Ambas repúblicas son reconocidas por Rusia, Siria, Corea del Norte,  Abjasia y Osetia del Sur, estas dos últimas poseyeron un reconocimiento muy limitado internacionalmente.

## Refugiados
Entre enero y febrero de 2014 (según el Servicio de la Guardia de Frontera de Rusia) unos 675 000 ucranianos se exiliaron en Rusia debido a la inestabilidad en su país. Para el 5 de marzo, más de 5500 ucranianos habían solicitado la ciudadanía rusa, según afirmó el Servicio Federal de Migración de Rusia.

## Sondeos de opinión

Partidarios de la unificación con Rusia (febrero de 2014). El mayor apoyo fue en Crimea, Donetsk, Lugansk y Odesa.

Un sondeo de opinión llevado a cabo entre el 14 y 26 de marzo de 2014 —en el contexto del Euromaidán— por el Instituto Republicano Internacional, dijo que el 26-27 % de los encuestados del suroriente ucraniano vio el Euromaidán como un «golpe de Estado». El 43 % de los rusos étnicos apoyó la decisión de Rusia de enviar militares para “proteger” a los ciudadanos de habla rusa de Ucrania. En la encuesta, el 22 % del sur de Ucrania, y el 26 % del este de Ucrania apoyaron la idea de la federalización del país; un 69 % del Sur y el 53 % del este apoyaron a Ucrania como un Estado unitario; mientras que un 2 % de los del sur y el 4 % del este apoyaron el separatismo.
Según una encuesta de enero de 2014, el 45% de los ucranianos apoyaron las protestas y el 48% desaprobaron el Euromaidán. Sin emgargo, en una encuesta de marzo dicho porcentaje se elevó, y el 57% de los ucranianos dijeron que apoyaban las protestas de Euromaidán. Otro sondeo publicado en septiembre de 2014 descubrió que el 74% de los rusófonos en Ucrania apoyaba el movimiento Euromaidán y una cuarta parte se oponía.
Ya en 2012 otro sondeo realizado con apoyo del Programa de las Naciones Unidas para el Desarrollo cifró en un 38 % el apoyo a la adhesión de Crimea a Rusia, bajando 15 puntos respecto a una medición de 2009. Un 40 % de la población apoyaba mantener su autonomía dentro de Ucrania y un 9,9 % proponía una Crimea independiente. En 2013, otra encuesta preguntó en diferentes regiones de Ucrania sobre su opinión respecto a una unión entre su país y Rusia. Crimea obtuvo el porcentaje más alto de apoyo, llegando al 35,9 %. Una encuesta similar en febrero de 2014 —días antes de la caída de Yanukóvich— arrojó que el 41,0 % de las personas de Crimea querían unirse con Rusia.

## Reacciones
- Estados Unidos

El 7 de abril el Secretario de Estado John Kerry dijo que las protestas eran una campaña «cuidadosamente orquestada con apoyo ruso» y que los hechos «no parecían ser espontáneos» por lo que instó a Rusia a «repudiar públicamente las actividades de los separatistas, saboteadores y provocadores». También afirmó que Washington estaba tratando de «alentar» a Kiev para establecer un diálogo nacional para tratar de «normalizar la situación en el sureste de Ucrania».
La secretaria de Estado adjunta, Victoria Nuland, dijo que su país no tenía «ninguna duda de que los rusos estaban detrás de las tomas de posesión de los edificios del gobierno en el este de Ucrania». Por su parte, el embajador de Estados Unidos ante la Organización para la Seguridad y la Cooperación en Europa (OSCE) declaró que su país no reconocería ni las repúblicas populares ni los referéndums sobre el estatus político de Donetsk y Lugansk. Además, el portavoz de la Casa Blanca, Jay Carney, amenazó con imponer más sanciones y pidió Putin que cesara «sus esfuerzos por desestabilizar Ucrania».

- Rusia

El 18 de marzo, el presidente ruso Vladímir Putin declaró en un discurso televisado frente a ambas cámaras del Parlamento que su país no quería una «Ucrania dividida» y que «siempre protegería a los millones de hablantes de la lengua rusa en ese país». También dijo que el gobierno ucraniano era «ilegítimo y bajo el control de los radicales» y que nacionalistas acusados de ser neonazis, rusófobos y antisemitas estaban detrás del «golpe de estado» en Ucrania. También habló sobre la votación de la Rada Suprema del 23 de febrero de 2014 que derogó una ley sobre política lingüística dirigida a las lenguas minoritarias, diciendo que se «violó directamente los derechos de las minorías nacionales».
El 8 de abril el ministro de exteriores ruso, Serguéi Lavrov emitió un comunicado llamando a «a cesar inmediatamente todo preparativo militar, que tiene el riesgo de desencadenar una guerra civil», afirmando que en las operaciones participaban «alrededor de 150 especialistas estadounidenses del grupo militar privado Greystone». El gobierno ruso culpó a la Unión Europea y a Estados Unidos de «desestabilizar Ucrania» y afirmó que Rusia estaba haciendo «todo lo posible para promover la pronta estabilización en Ucrania».
Lavrov acusó a las autoridades ucranianas de «culpar» al gobierno ruso por todos sus problemas, y afirmó que «los ucranianos quieren obtener una respuesta clara de Kiev a todas sus preguntas. Es hora de escuchar estas demandas legales». Asimismo, declaró que estaba «observando cuidadosamente» los acontecimientos en el este y el sur de Ucrania, y pidió una reforma constitucional «real que convertiría a Ucrania en una federación». También afirmó que Rusia no planeaba «en ningún caso» anexionarse las regiones del sureste de Ucrania porque ello contravenía «los intereses de la Federación Rusa». El 12 de abril, durante una conversación telefónica con su homólogo ucraniano, Lavrov señaló que no había agentes rusos en Ucrania y que consideraba inaceptable que Kiev amenazara con «asaltar los edificios ocupados por manifestantes en Donetsk y Lugansk». También instó al gobierno ucraniano a «apostar por el diálogo y tomar en consideración las demandas legítimas de las regiones del sureste de Ucrania, incluyendo la participación de las mismas en la reforma constitucional».
El 13 de abril, un portavoz del Ministerio de Asuntos Exteriores anunció que Rusia consideraba «urgente» una reunión del Consejo de Seguridad de las Naciones Unidas dedicada a la crisis en el sudeste de Ucrania para evitar un conflicto armado.
El presidente ruso Vladímir Putin, el 15 de abril en una conversación telefónica con la canciller alemana, Angela Merkel, señaló que la escalada del conflicto en Ucrania llevará al país «al borde de un conflicto armado». Según el mandatario ruso, el empeoramiento de la crisis en Ucrania fue resultado de las políticas «irresponsables» de Kiev, «que hace caso omiso a los derechos e intereses legítimos de los ciudadanos ucranianos de habla rusa».
El presidente Putin en su programa anual Línea directa afirmó que «Rusia y Ucrania siempre serán vecinos. Rusia durante muchos años ha prestado ayuda multimillonaria a Ucrania» y reiteró que los dos países podrán llegar a un entendimiento mutuo a través del diálogo. También dijo que el gobierno ucraniano «en lugar de tratar de dialogar, enviaron tanques y aviones contra los civiles» y afirmó que en la zona no hay servicios especiales rusos sino que los manifestantes son ciudadanos locales.
Putin advirtió de que su país no reconocería los resultados de las elecciones presidenciales de Ucrania si se continúan con agresiones a los candidatos representantes de las regiones orientales. Según él, «para que las elecciones sean legítimas habría que cambiar la Constitución, porque en su formulación actual no permite convocar elecciones mientras exista un presidente en el cargo».
El 1 de mayo, Putin pidió la retirada de las fuerzas militares ucranianas del sureste de Ucrania y propuso el comienzo de un diálogo nacional para resolver la crisis.
El 3 de mayo el ministro de cultura de Rusia Vladímir Medinski sugirió denominar a los federalistas y activistas prorrusos como «combatientes de la Resistencia antifascista».
El 17 de mayo el Ministerio de Asuntos Exteriores de Ucrania envió a una nota al gobierno ruso, en la que propone llevar a cabo «un conjunto de medidas mutuas en la frontera entre ambos países y las zonas limítrofes con el fin de estabilizar la situación». Rusia estudiará la propuesta, según su viceministro de Asuntos Exteriores.
Durante una conversación telefónica, el 18 de mayo, los ministros de Exteriores de Alemania y Rusia, Frank-Walter Steinmeier y Serguéi Lavrov, expresaron su preocupación por la continua violencia en el este de Ucrania, manifestaron inquietud por los continuos enfrentamientos, coincidieron en la necesidad de reducir urgentemente la tensión.
El 24 de junio, Putin propuso al Consejo de la Federación que revocara la disposición especial que le permite enviar tropas a Ucrania (aprobada el 1 de marzo).
-  República de Crimea — El vice primer ministro crimeo, Rustam Temirgalíev, expresó la esperanza de que la región de Donetsk (así como otras regiones del sudeste ucraniano) formaran una Federación de Ucrania y se unieran al Estado de la Unión.